# Vlakdiagram

Vlakdiagram

Een vlakdiagram is een grafische voorstelling vergelijkbaar met een lijndiagram, waarin gewoonlijk twee of meer grootheden voorgesteld worden door gekleurde oppervlakten en met elkaar worden vergeleken.
Een vlakdiagram wordt meestal gebruikt om gecumuleerde gegevens net als in een lijndiagram over een periode weer te geven. Alleen wordt in een vlakdiagram het oppervlak onder de lijn gekleurd om de oppervlakte te benadrukken. Als meerdere grootheden gestapeld boven elkaar worden weergegeven, wordt ook het oppervlak tussen de betrokken lijnen gekleurd.